# Coca-Cola Clear
Coca-Cola Clear är en sockerfri variant av läskedrycken Coca-Cola. Utan den normala ingrediensen karamell blir Coca-Cola Clear färglöst transparent. Drycken har citronsmak för att kompensera för den borttagna karamellsmaken. Den utvecklades vid Coca-Cola Japan och lanserades lokalt i Japan under juni 2018.

## Produktion och distribution
Coca-Cola Clear är tillgänglig i:
- Japan[2]
- Taiwan (via import från Japan)
- Australien
- Kina